# Братчиков, Александр Сергеевич

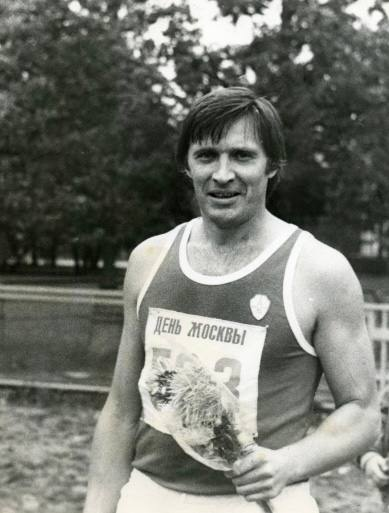
Александр Братчиков на праздничной эстафете в честь Дня Москвы

Александр Сергеевич Братчиков (р. 21 июля 1947, Москва) — советский легкоатлет, специализировавшийся в спринте. Мировой рекордсмен.
Родился в Москве, вырос в деревне Морозовы-Борки (Сапожковский район Рязанской области). Тренер — Евгений Филиппович Кузнецов. 
Спортивные достижения:
- 1965 — трёхкратный чемпион Спартакиады школьников в Минске 200 м — 21.6; 400 м — 48,2 (рекорд СССР среди юношей); эстафета 400+300+200+100.
- 1966 — двукратный чемпион Европы среди юниоров в Одессе 400 м — 47,3; 4×400 м — 3.14,3.
- 1969 — серебряный призёр чемпионата Европы в эстафете 4×400 м — 3.03,1
- 1970 — двукратный чемпион Европы в помещении[4] в Вене 400 м[5] — 46,8 (в забеге 46,6 — рекорд Европы); 4×400 м — 3.05,9 — рекорд мира[3].

Пятикратный чемпион СССР в беге на 200 м (1969), 400 м (1969, 1971), эстафете 4×400 м (1968, 1969).
В 1970 году за развитие вида (400 м) в юношеском, юниорском и взрослом возрасте и за высокие спортивные достижения на чемпионате Европы в Вене присвоено звание Заслуженный мастер спорта СССР.